# Пеза
Пеза — річка Архангельської області, права притока річки Мезень. Середня витрата води становить 153м³/с. Об'єм стоку 4,8км³/рік.